# Enis Destan
Enis Destan, né le 15 juin 2002 à Izmir en Turquie, est un footballeur turc qui évolue au poste d'avant-centre à Hull City.

## Biographie

### En club
Né à Izmir en Turquie, Enis Destan est formé par l'Altınordu FK. Destan joue son premier match en professionnel le 17 juillet 2020, lors d'une rencontre de deuxième division turque face à Menemenspor. Il entre en jeu et les deux équipes se neutralisent (1-1 score final). Destan inscrit son premier but en professionnel le 17 octobre 2020, lors d'une rencontre de championnat face à Adanaspor. Il entre en jeu et marque de la tête, mais ne peut empêcher la défaite de son équipe (5-2 score final).
Après une première saison pleine à 12 buts en 26 matchs en 2020-2021, Destan intéresse plusieurs clubs turcs et européens de premiers plans. Il est notamment proche de signer en faveur du Red Bull Salzbourg en septembre 2021 mais les deux clubs ne parviennent pas à se mettre d'accord et il reste à l'Altınordu FK.
Le 24 janvier 2022, Enis Destan s'engage en faveur de Trabzonspor. Il signe un contrat de quatre ans et demi, soit jusqu'en juin 2026.
Le 5 août 2022, Enis Destan est prêté une saison en Pologne, au Warta Poznań,.
Destan fait ensuite son retour à Trabzonspor et joue son premier match en Süper Lig, l'élite du football turc, le 19 août 2023 contre le Galatasaray SK. Il entre en jeu à la place de Abdülkadir Ömür et son équipe est battue par deux buts à zéro.

### En sélection
Le 26 mars 2021, Enis Destan joue son premier match avec l'équipe de Turquie espoirs face à la Croatie. Il entre en jeu et son équipe est battue par quatre buts à un.